# Bonnes Nouvelles (film)
Pour les articles homonymes, voir Bonne-Nouvelle.
Pour plus de détails, voir Fiche technique et Distribution.
Bonnes Nouvelles (titre original : Good News) est un film américain en noir et blanc et en couleur réalisé par Nick Grinde, sorti en 1930.
Il s'agit de l'adaptation de l'opérette à succès Good News jouée en 1927 à Broadway. Un remake sortira en 1947, Vive l'amour (Good News). Dans les années 1940, la version de 1930 n'est plus diffusée aux États-Unis en raison de son contenu pré-code, qui comprenait des sous-entendus sexuels et un humour suggestif obscène.

## Synopsis
L'étudiante Connie Lane tombe amoureuse de la star de football du campus, Tom Marlowe. Les mauvaises notes de Tom risquent de le priver du grand match à venir. Le professeur Kenyon aide Tom sur le plan scolaire, ce qui lui permet de jouer le match et de mener l'équipe à la victoire.

## Fiche technique
- Titre français : Bonnes Nouvelles
- Titre original : Good News
- Réalisation : Nick Grinde
- Scénario : Frances Marion, d’après l'opérette Good News (1927) de Laurence Schwab, Lew Brown, Frank Mandel, B.G. DeSylva
- Société de production : Metro-Goldwyn-Mayer
- Photographie : Percy Hilburn
- Montage : William LeVanway
- Pays de production :  États-Unis
- Langue d'origine : anglais
- Genre : Film dramatique
- Format : noir et blanc et fin en couleur - 1.20:1 - son : Mono (Western Electric Sound System)
- Durée : 78 min
- Dates de sortie : 
  - États-Unis : 23 août 1930
  - France : 10 novembre 1933

## Distribution
- Bessie Love : Babe
- Cliff Edwards : "Pooch" Kearney
- Mary Lawlor : Connie Lane
- Stanley Smith : Tom Marlowe
- Gus Shy : Bobbie Randall
- Lola Lane : Patricia Bingham
- Thomas E. Jackson : l'entraineur Bill Johnson
- Delmer Daves : Beef Saunders
- Billy Taft : Sylvester
- Frank McGlynn Sr. : professer Kenyon
- Penny Singleton : Flo
- Helyn Virgil : jeune fille
- Vera Marshe : jeune fille blonde